# Nagurus teretifrons
Nagurus teretifrons là một loài chân đều trong họ Trachelipodidae. Loài này được Herold miêu tả khoa học năm 1931.